# Florilegium
Florilegium (Plural florilegia, aus lateinisch flos ‚Blume‘ und legere ‚(zugrunde) legen, sammeln‘, für „Blütenlese“) ist eine Lehnübersetzung des griechischen Worts anthologia (ἀνθολογία) und bezeichnete eine Sammlung von Zitaten, Sentenzen und Lebensweisheiten.

## Sammlung von Textstellen
Ein Florilegium war eine im Mittelalter und in der Frühen Neuzeit gebräuchliche Form, die Auszüge aus Schriften antiker und mittelalterlicher Autoren, meist Versdichtern (aber auch Prosaisten) umfasste.
Verwendet wurden Florilegien im Unterricht und in der Schriftstellerei. In der Regel schrieb ein Exzerptor aus verschiedenen Dichtungen die ihm jeweils zusagenden Verse heraus. Oft wurden die vielfach textlich veränderten Exzerpte alphabetisch oder systematisch geordnet. Die Florilegien gaben Auskunft über Vorhandensein und Beliebtheit der Autoren. Andererseits wurde durch die Anwendung der Florilegien bei wenig belesenen Schriftstellern größere Literaturkenntnis vorgetäuscht. Häufige Abschriften mit Verkürzungen, Veränderungen und Zusätzen erschweren die philologische Forschung.

## Botanische Kataloge

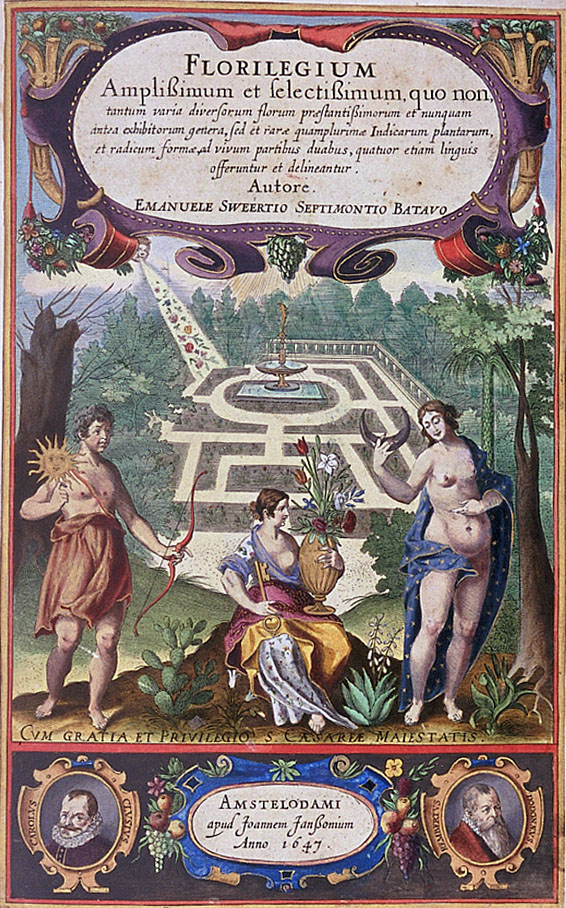
Titelseite von Emanuel Sweerts Florilegium amplissimum et selectissimum

Botanische Florilegia behandeln Blumen und sind im Ursprung mittelalterliche Bücher. Sie dienen eher der kunstvollen ornamentalen Darstellung als der medizinischen Verwendung oder anderweitig nützlichem Gebrauch bestimmter Heilpflanzen.
Die Entstehung der botanischen Illustration als eigenes Kunstgenre entspringt dem 15. Jahrhundert, wo Bücher über Kräuter mit Illustrationen von Blumen gedruckt wurden, welche die kulinarischen und in Kräuterbüchern (die ersten illustrierten Kodizes) die medizinischen Verwendungen von Pflanzen beschreiben. Sie ist eng mit der Entstehung des Buchdrucks überhaupt verbunden. Als sich die Drucktechniken entwickelten und im 16. Jahrhundert neue Pflanzen u. a. aus der osmanischen Türkei nach Europa kamen, beauftragten wohlhabende Personen und botanische Gärten Kunstschaffende, die Schönheit dieser Exoten in Florilegia festzuhalten.